# Geikie Ridge
Geikie Ridge – grzbiet górski oddzielający Dugdale Glacier od Murray Glacier w Górach Admiralicji w Antarktydzie Wschodniej.

## Nazwa
Nazwa grzbietu pochodzi od Geikie Land – nazwy nadanej pierwotnie przez Carstena Borchgrevinka (1864–1934) obszarowi pomiędzy Dugdale Glacier a Murray Glacier na cześć szkockiego geologa Archibalda Geikiego (1835–1924) . 

## Geografia
Geikie Ridge to grzbiet górski oddzielający Dugdale Glacier od Murray Glacier w Górach Admiralicji na Ziemi Wiktorii w Antarktydzie Wschodniej . Rozciąga się na długości ok. 32 km, a jego szerokość wynosi ok. 10 km . Wznosi się na wysokość 457 m .   

## Historia
Grzbiet został po raz pierwszy zmapowany przez brytyjską ekspedycję antarktyczną (1898–1900) pod kierownictwem Carstena Borchgrevinka (1864–1934) .